# Seiva de bétula

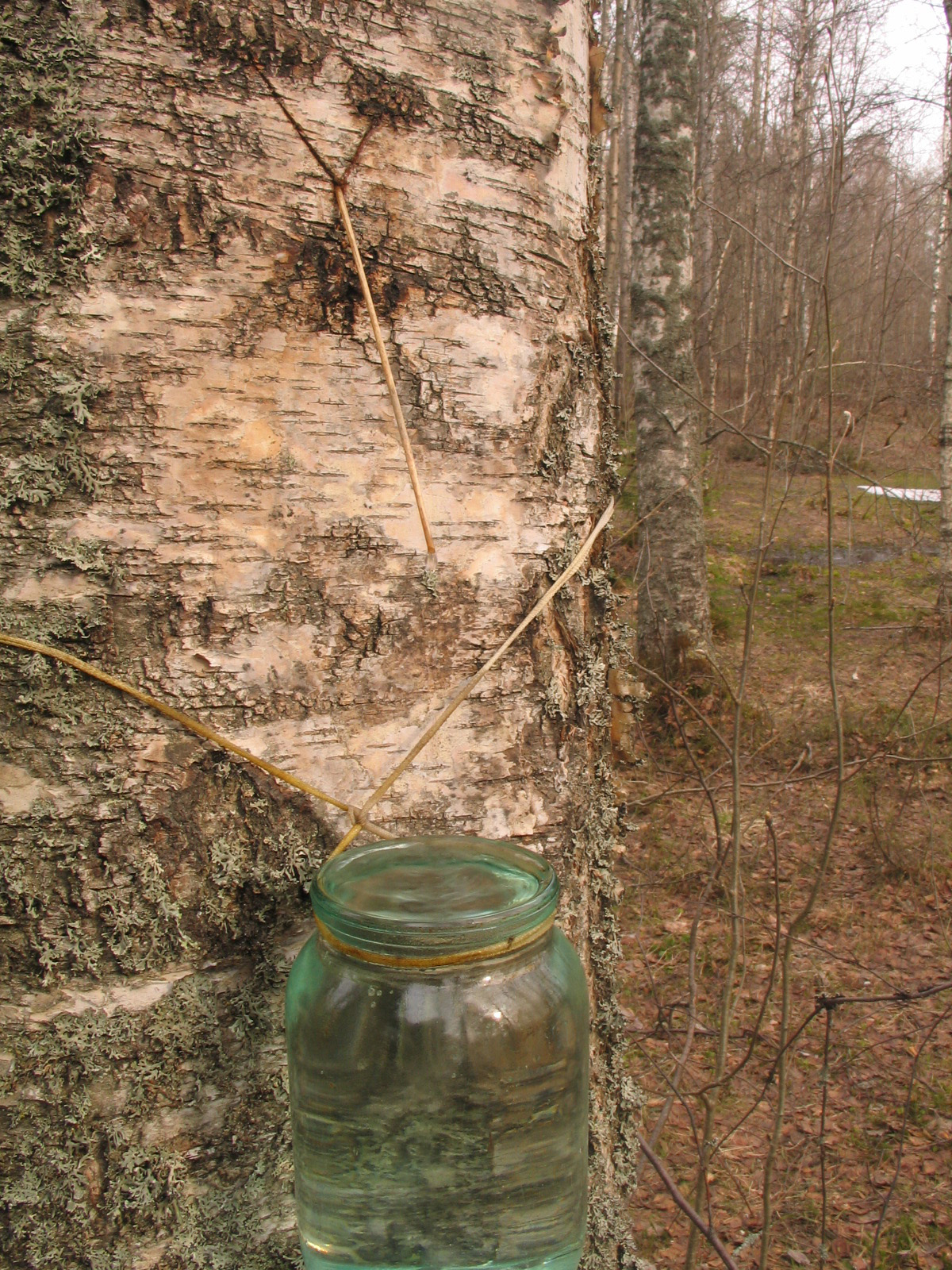
Na imagem, podemos ver uma bétula com um pote posicionado logo abaixo, que coleta lentamente a seiva que pinga da torneirinha, posicionada logo acima.

Seiva de bétula, água de bétula ou suco de bétula é a seiva extraída diretamente de árvores do gênero bétula, especificamente Betula pubescens (bétula branca), Betula pendula (vidoeiro-branco), Bétula lenta, Bétula papyrifera e Bétula fontinalis.
Seiva de bétula pode ser consumida fresca ou como bebida fermentada. Quando fresca, é um líquido transparente e incolor, muitas vezes levemente doce com uma textura sedosa. Após dois ou três dias, a seiva começa a fermentar e fica mais ácida.[carece de fontes?]
Seiva de bétula é uma bebida tradicional em regiões boreais e hemi-boreais do Hemisfério Norte, além de partes do norte da China.

## Colheita
A Seiva de bétula só é coletado entre o inverno e a primavera quando a seiva move-se intensamente.
A colheita de seiva de bétula é feita cavando um buraco no tronco da árvore e guiando a seiva para um recipiente por meio de um canal (um tubo ou mesmo um galho fino); a seiva flui pelo canal devido à tensão superficial. A ferida então é coberta para minimizar infecções.
A seiva de bétula deve ser coletada no início da primavera antes que as primeiras folhas verdes cresçam, já que no final da primavera a seiva fica com gosto amargo. O período de colheita é de apenas um mês ao ano.
Não existe evidência publicada para quantificar os impactos a longo prazo da colheita de seiva na árvore ou na saúde do ecossistema. Entretanto, as feridas causadas por escavar bétulas consistentemente levam ao aparecimento de manchas escuras na árvore. Em um estudo, infecções e apodrecimento da madeira haviam se espalhado em mais da metade dos buracos escavados.
Em comparação com árvores bordo, árvores de bétula são consideradas muito menos tolerantes à feridas causadas por escavações, portanto, práticas de colheita mais conservadoras foram recomendadas por órgãos de comércio como a Associação de Fabricantes de Xarope de Bétulas do Alasca.

## Regiões Tradicionais
Antigos Bálticos, Eslavos e Finlandeses consideravam a bétula como uma de suas árvores mais sagradas e fizeram uma bebida tradicional da mesma.

### Regiões eslavas
Em regiões eslavas, a seiva é conhecida como suco de seiva, como na Rússia (em russo:  берёзовый сок), Bielorrússia (em bielorrusso:  бярозавы сок, Byarozavik), Bulgária (Búlgaro: брезов сок, romanizado: brezov sok), Polônia (em polonês/polaco:  sok z brzozy, oskoła), Eslováquia (em eslovaco:  brezová šťava), e na Ucrânia (em ucraniano:  березовий сік).

### Regiões bálticas
Estônia (em estoniano:  kasemahl), Finlândia (em finlandês:  mahla), Letônia (em letão:  bērzu sula), Lituânia (em lituano:  beržo sula, beržų sula).

### Outras regiões
França, Escócia, Noruega, Suécia (em sueco:  björksav) e em outros locais da Europa Setentrional além de partes da China Setentrional e de ambos Hokkaido e Aomori.
Também é amplamente usado por descendentes holandeses na Pensilvânia, tanto como uma bebida tradicional quanto como um ingrediente essencial em cerveja de bétula.

## Composição
Seiva de bétula contém heterosídeos (rododendrina e monotropitoside), 17 aminoácidos incluindo ácido glutâmico, além de minerais, enzimas, proteínas, ácido botulínico e beutlina, antioxidantes, açúcar (frutose, glicose e pequenas quantidades de sacarose) e vitaminas (C e grupo B ). Ao contrário do que muitos pensam, não existe xilitol em seiva de bétula (xilitol é um álcool de açúcar que é produzido industrialmente usando-se de altas temperaturas e ácido sulfúrico, ou por fermentação).

## Usos nutricionais e medicinais

### Usos folclóricos
Usos folclóricos já foram documentados que incluem uso medicinal, suplemento nutricional, e como cosméticos para pele e cabelo.
| Região          | Uso medicinal tradicional                                             | Uso cosmético                                                    |
| --------------- | --------------------------------------------------------------------- | ---------------------------------------------------------------- |
| Bielorrússia    | doenças respiratórias, gota e resfriados                              | lavar o cabelo                                                   |
| Bulgária        |                                                                       | crescimento capilar                                              |
| República Checa | saúde debilitada e infertilidade                                      | uso contra sardas                                                |
| Estónia         | prevenção de doenças oculares, doenças de pele e fonte de vitaminas   | lavar o cabelo, uso contra sardas e clareamento de pele          |
| Hungria         | doenças de estômago e respiratórias                                   | contra sardas                                                    |
| Letónia         | revitalização                                                         | lavar o cabelo                                                   |
| Polónia         | revitalização e prevenção de cálculo renal                            | lavagem e fortalecimento do cabelo                               |
| Romênia         | prevenção de cálculo renal, icterícia, sarna e diurético              | pintura capilar, remoção de manchas solares e nevo melanocitico. |
| Rússia          | externamente contra feridas e para ajudar crianças durante a dentição | lavar o rosto                                                    |
| Suécia          | escorbuto e cólera                                                    |                                                                  |
| Ucrânia         | tratamento de doenças de pele, fonte de vitaminas e diurético         | contra sardas                                                    |
| Reino Unido     | tônico, reumatismo e primeiro alimento para recém-nascidos            | prevenção de calvície                                            |
| Estados Unidos  | saúde debilitada                                                      |                                                                  |

## Seiva de bétula comercial e produtos derivados

Garrafa de seiva de bétula comercial russa

Seiva de bétula pode ser consumida fresca ou fermentada naturalmente. Seiva de bétula fresca é altamente perecível; mesmo se refrigerada. A validade pode ser estendida via congelamento ou técnicas de preservação. Tais técnicas incluem:
- Nada (validade: 2–5 dias refrigerado)
- Filtrado com uma rede de 0.22μm (validade: 3 semanas refrigerado)
- Coletado sob condições anaeróbicas (validade: 1 ano)
- Açúcar adicionado (3g para cada 100ml)[7]
- Pasteurizado sob calor, pasteurização deve ser conduzida sob temperaturas específicas (validade: 1 ano). Mesmo que o nível de Vitamina C seja menor que em seiva fresca, todos os outros benefícios são preservados.
- Congelado a −25 °C (validade: 2 anos)

Seiva de bétula também pode ser utilizada como ingrediente em comidas ou bebidas, como cerveja de bétula ou doce de sabor gaultéria.
Seiva de bétula concentrada também pode ser usado para fazer xarope de bétula, um tipo de xarope extremamente caro feito principalmente com Betula papyrifera do Alasca, Canadá e de várias espécies na Letônia, Rússia, Bielorrússia, e Ucrânia.